# Neolecanium manzanillense
Neolecanium manzanillense är en insektsart som beskrevs av Cockerell 1903. Neolecanium manzanillense ingår i släktet Neolecanium och familjen skålsköldlöss. Inga underarter finns listade i Catalogue of Life.